# Herero
Gli Herero o Ovaherero sono un popolo africano appartenente al gruppo etnico dei bantu, la maggior parte dei quali vive in Namibia, con gruppi minori in Botswana ed Angola.
La maggior parte degli Herero lavora nelle grandi fattorie o si dedica al commercio nelle città. L'etnia Herero comprende diversi sottogruppi, quali gli Tjimba e gli Ndamuranda (Kaokoland), i Maherero (zona di Okahandja), i Zearaua (zona di Omaruru), i Mbanderu (Hereroland) e i Kwandu, che comunque si considerano tutti "Herero". Un gruppo strettamente correlato, che discende da un gruppo di Herero che fuggirono in Angola all'inizio del XX secolo, sono gli Himba.

## Storia

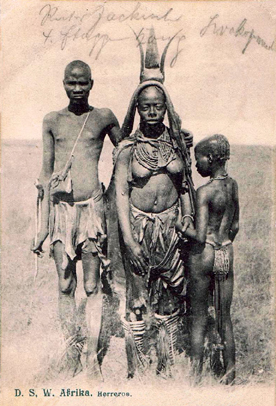
Herero in abito tradizionale, alla fine del XIX secolo

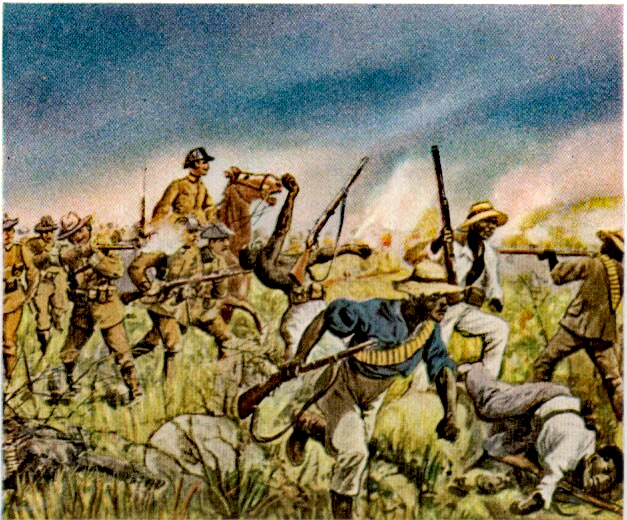
Battaglia delle guerre Herero, circa 1904 (dipinto di Richard Knötel)

Gli Herero giunsero in Namibia dall'est fra il XVII e il XVIII secolo, insediandosi nella zona come allevatori, stabilendosi nell'odierno Kaokoland; nel XVIII secolo diversi gruppi herero migrarono verso sud, andando a occupare la valle del fiume Swakop e l'altopiano centrale della Namibia. All'inizio del XIX secolo gli Herero furono coinvolti in una serie di sanguinosi conflitti con i Nama, ricordati come guerra Nama-Herero. I Nama (che disponevano di armi da fuoco vendute loro dagli europei) ebbero generalmente la meglio; circa il 75% della popolazione herero fu sterminata e la fuga dal conflitto contribuì a diffondere in modo ancora più capillare l'etnia herero nel territorio namibiano. Molti Herero fuggirono anche nel Botswana.
Alla fine del XIX secolo iniziarono a giungere dall'Europa numerosi coloni, soprattutto tedeschi, che negoziarono con gli Herero e i Nama allo scopo di ottenere terra su cui edificare le proprie fattorie. In particolare, i territori ottenuti nel 1883 dal mercante tedesco Adolf Lüderitz formarono il primo nucleo di quella che sarebbe diventata la colonia dell'Africa Tedesca del Sud-Ovest.
Nel periodo coloniale, i pastori Herero entrarono ripetutamente in conflitto con i coloni tedeschi; il regime di discriminazione razziale instaurato dai coloni contribuì a inasprire i rapporti fra i due gruppi. Nel 1904 questa tensione sfociò nelle cosiddette guerre herero, che in effetti coinvolsero anche i Nama (alcune delle lettere che i capi Herero e i capi Nama si scambiarono mentre stavano pianificando la rivolta contro i coloni sono state conservate fino a oggi). Gli Herero e i Nama erano ben armati ed ebbero inizialmente successo, ma non poterono resistere al corpo di spedizione di 15.000 uomini inviato poco tempo dopo dal Kaiser. Lothar von Trotha, a capo delle forze tedesche, ebbe l'ordine di reprimere la rivolta nel modo più deciso ed esemplare possibile; ne risultò un vero e proprio genocidio, in cui furono uccisi fino a 80.000 herero, circa l'80% della popolazione.
Gli herero persero infine la battaglia di Waterberg l'11 agosto 1904, ma ciononostante molti riuscirono a scappare nell'arida steppa dello Omaheke. Le truppe tedesche, con l'aiuto dei Witbooi, costrinsero i superstiti nell'area intorno alla fortezza di Windhoek, la capitale della Namibia del nord, dove fu stabilito il primo grande campo di concentramento di massa del secolo. Nei primi mesi del 1905 gli Herero furono deportati in altre zone della Namibia con mezzi di trasporto per bestiame.
Migliaia furono portati a Swakopmund, il porto principale della colonia. Qui furono costruiti due campi di concentramento. Il primo era un campo di lavoro perché la città era un centro importante per i nuovi arrivati dell’industria tedesca, un luogo dove il lavoro da schiavi dei prigionieri poteva essere sfruttato al meglio. Il secondo, invece, era stato costruito in un porto fuori mano sull’isola di Shark, lontano dalla vista e inaccessibile. Si potrebbe dire che il campo di Shark Island era un campo di sterminio: lo scopo per cui i prigionieri, in maggioranza Nama, venivano condotti là non era quello di raccoglierli per adoperarli come schiavi, ma quello di eliminarli definitivamente. Molti storici moderni, e le stesse Nazioni Unite, considerano le guerre herero come il primo caso di genocidio del XX secolo. Durante la guerra persero la vita tra i 25.000 e i 100.000 herero, contro 1749 soldati tedeschi. Un migliaio di herero si rifugiarono in Bechuanaland (attuale Botswana), dove ancora oggi ne vive la maggioranza.
Nel XX secolo sono nate diverse organizzazioni nazionaliste herero, che si sono battute e si battono tuttora per i diritti del loro popolo e la protezione delle loro terre. Particolarmente celebre è la figura di Hosea Katjikururume Kutako, un capo herero considerato eroe nazionale, che perorò la causa del popolo herero presso le Nazioni Unite. Dopo l'indipendenza della Namibia e la pacificazione del paese, numerosi Herero del Botswana (fuggiti durante la guerra Nama-Herero o durante le guerre con i tedeschi) hanno espresso il desiderio di ritornare in Namibia. Il governo del Botswana, tuttavia, ha imposto condizioni molto rigide (tra cui l'abbandono di tutto il bestiame per gli Herero che vogliono abbandonare il paese), per cui il processo di ritorno dei profughi non è ancora completato.
Nel 2015, a cento anni dalla fine del dominio coloniale tedesco, esponenti Nama e Herero presentarono una petizione al presidente della Repubblica Federale Tedesca, Joachim Gauck, che riconobbe la responsabilità delle atrocità commesse dalla Germania nei confronti della Namibia e dei suoi abitanti. Il 28 maggio 2021 la Germania per la prima volta ha riconosciuto di aver commesso "un genocidio" contro le popolazioni degli Herero e dei Nama in Namibia durante l'era coloniale e donerà al Paese africano 1,1 miliardi di euro (circa 17 miliardi di dollari namibiani) in aiuti allo sviluppo. Tale somma verrà corrisposta nell'arco di 30 anni, secondo fonti vicine alle trattative, e dovrà avvantaggiare in primo luogo i discendenti di queste due popolazioni.

## Cultura
La società herero è ancora centrata sul possesso del bestiame, considerato la ricchezza più grande. La gerarchia sociale è basata sulla complementarità fra la eendag (eredità matrilineare) e l'oruzo (eredità patrilineare): la madre lascia ai figli il bestiame e i beni materiali, mentre il padre deve provvedere alla loro educazione (civile e religiosa) e lascia loro i beni di tipo spirituale e religioso (come reliquie sacre).
Le donne herero si distinguono per il caratteristico abito, adottato in epoca coloniale e ispirato alla moda europea del tempo; è costituito da una enorme crinolina, una serie di sottogonne e un copricapo a forma di corno. Il fatto che solo per le donne sia stato elaborato un codice di abbigliamento dipende dal fatto che i missionari tedeschi fecero pressione affinché le donne herero si coprissero il petto. L'abbigliamento dei moderni himba (costituito in molti casi solo da un gonnellino di pelli) mostra quale potesse essere il modo di vestire degli herero prima dell'arrivo dei coloni europei. Molti herero continuano a indossare uniformi tedesche e abiti vittoriani per onorare le battaglie dei loro antenati.

## Letteratura
La vicenda degli Herero è stata resa famosa dal primo romanzo di Thomas Pynchon, V.. In un altro romanzo dello stesso autore, L'arcobaleno della gravità, compare un gruppo di Herero arruolato nell'esercito tedesco durante la Seconda guerra mondiale e in seguito trasferitosi in Germania.
Anche lo scrittore tedesco Uwe Timm ha pubblicato nel 1978 Morenga, romanzo postcoloniale dedicato alle guerre herero dalla prospettiva dei coloni tedeschi. Con la regia di Egon Günther seguì anche un film omonimo Morenga ispirato al libro tra il 1983 e il 1984.